# USA i olympiska vinterspelen 1972
USA deltog med 103 deltagare vid de olympiska vinterspelen 1972 i Sapporo. Totalt vann de tre guldmedaljer, två silvermedaljer och tre bronsmedaljer.

## Medaljer

### Guld
- Barbara Cochran - Alpin skidåkning, slalom
- Anne Henning - Skridskor, 500 meter
- Dianne Holum - Skridskor, 1 500 meter

### Silver
- Kevin Ahearn, Henry Boucha, Charles Brown, Keith Christiansen, Mike Curran, Robbie Ftorek, Mark Howe, Stuart Irving, Jim McElmury, Dick McGlynn, Bruce McIntosh, Tom Mellor, Ronald Naslund, Wally Olds, Tim Regan, Frank Sanders, Craig Sarner, Peter Sears och Timothy Sheehy - Ishockey
- Dianne Holum - Skridskor, 3 000 meter

### Brons
- Anne Henning - Skridskor, 1 000 meter
- Janet Lynn - Konståkning
- Susan Corrock - Alpin skidåkning, störtlopp